# Pestszentlőrinc-Kavicsbánya vasútállomás
Pestszentlőrinc-Kavicsbánya vasútállomás egy ma már használaton kívül álló budapesti vasútállomás, amelyet a Magyar Államvasutak (MÁV) üzemeltetett.

## Jellemzői
A vasútállomás a mai Budapest XVIII. kerületi Honvéd utca mentén épült fel a Nagy-Burma-vasútvonal mentén, körülbelül 500 méterre a mai Szemeretelep megállóhelytől.
Az állomás környezetében több iparvágány volt, amelyek például az ERDÉRT-vállalat és a TÜZÉP telepekre haladtak, de itt volt a kiágazása a környezetszennyezések kapcsán hírekbe került Pestszentlőrinci Pakuratavakhoz vezető vágánynak is.
A Nagy-Burma-vasútvonalon (és így Pestszentlőrinc-Kavicsbánya vasútállomáson) kb. 2006 óta nincs forgalom. Az állomás iparvágányait elbontották. A vonalat 2021-ben kizárták a forgalomból. A fő vágányok és a romos épületek azonban még léteznek.

## Képtár

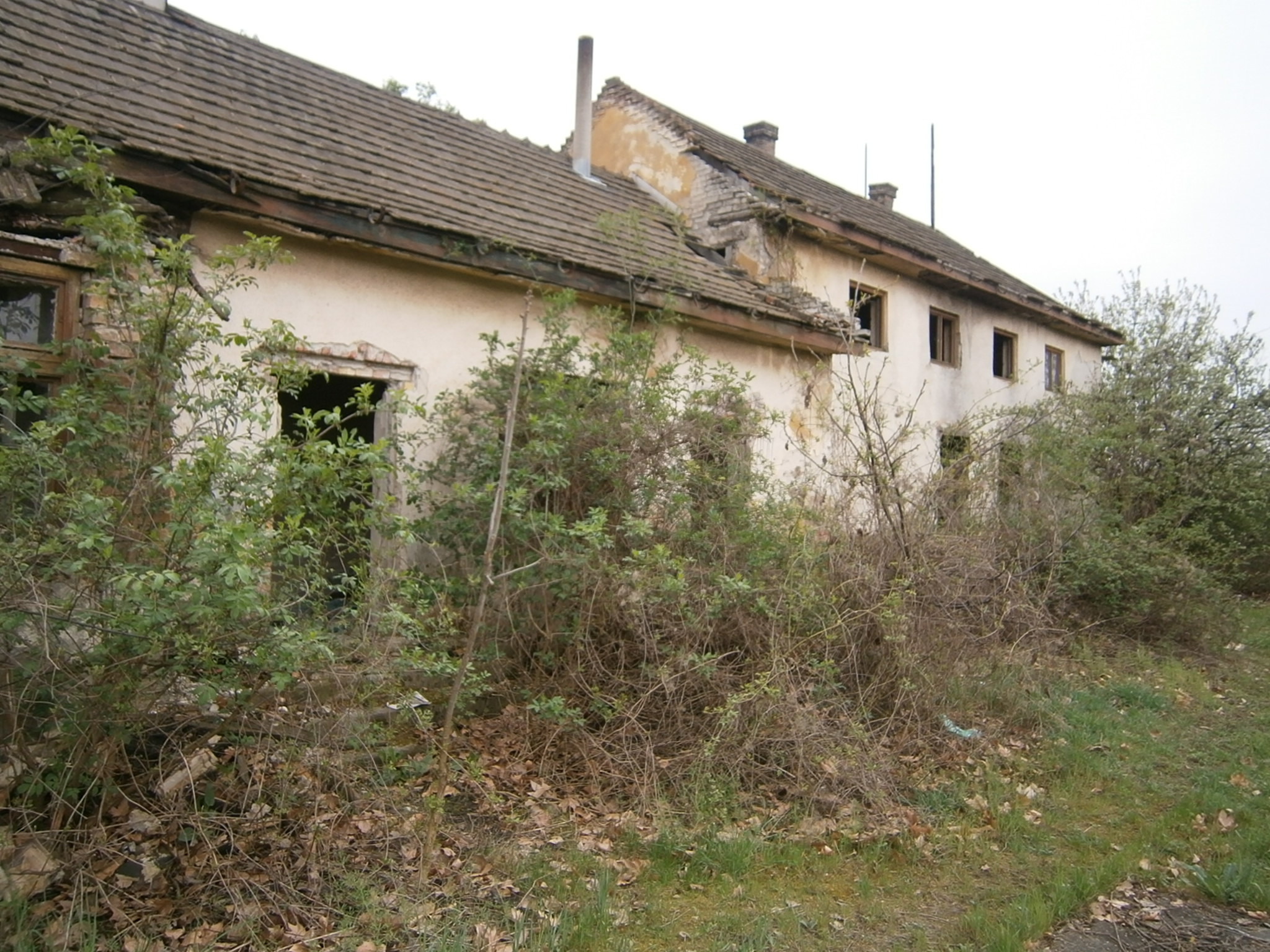
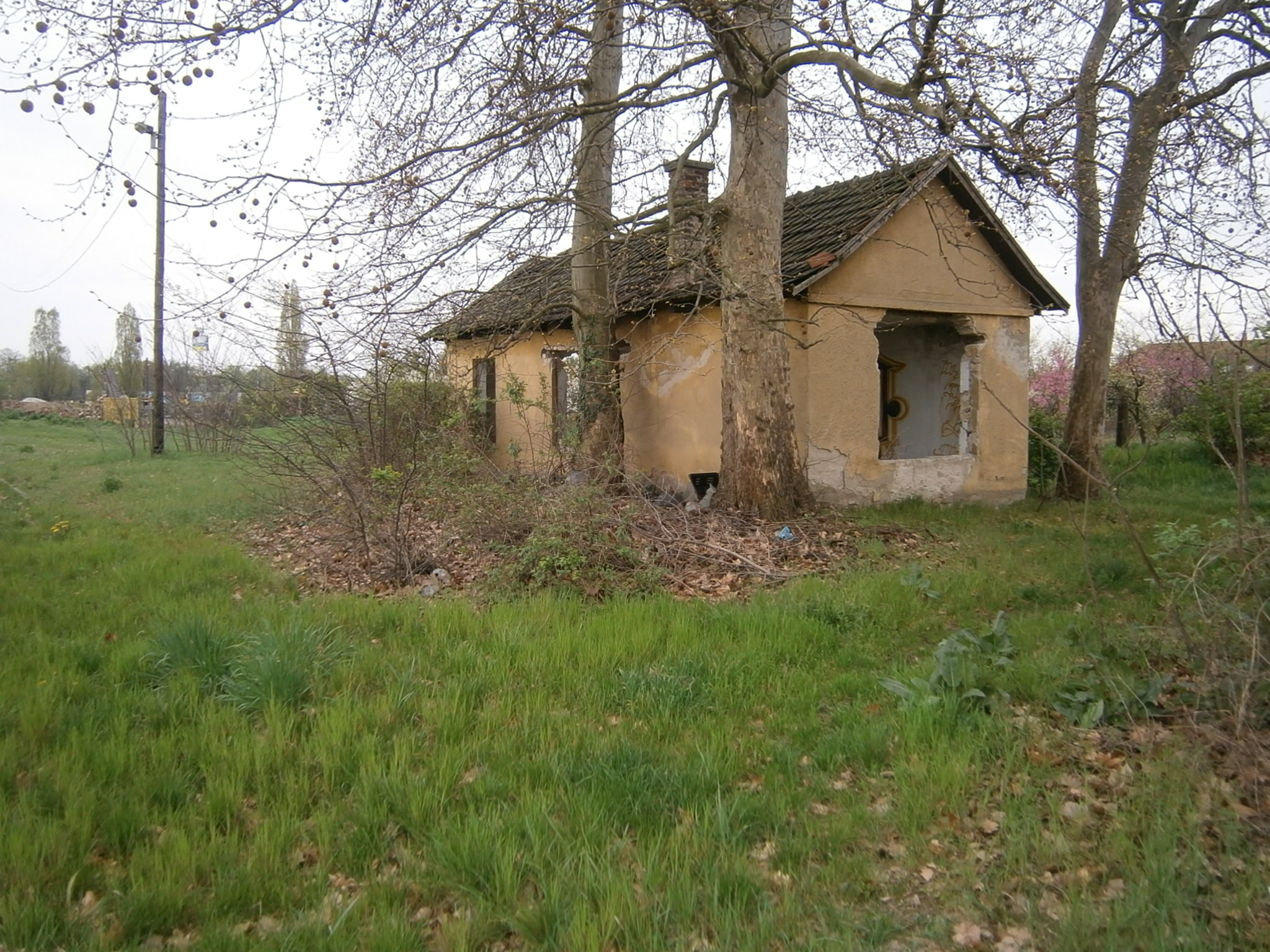
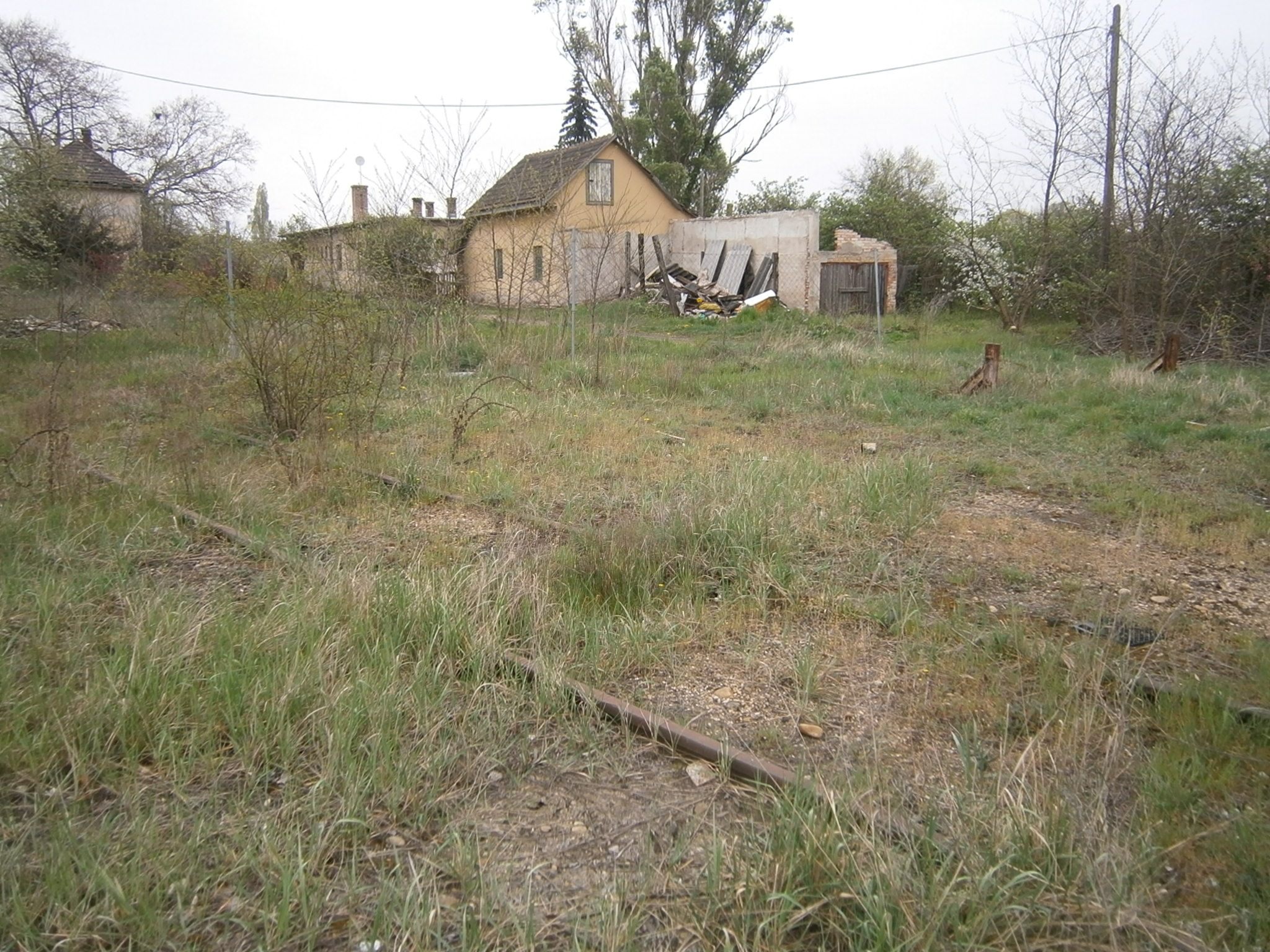
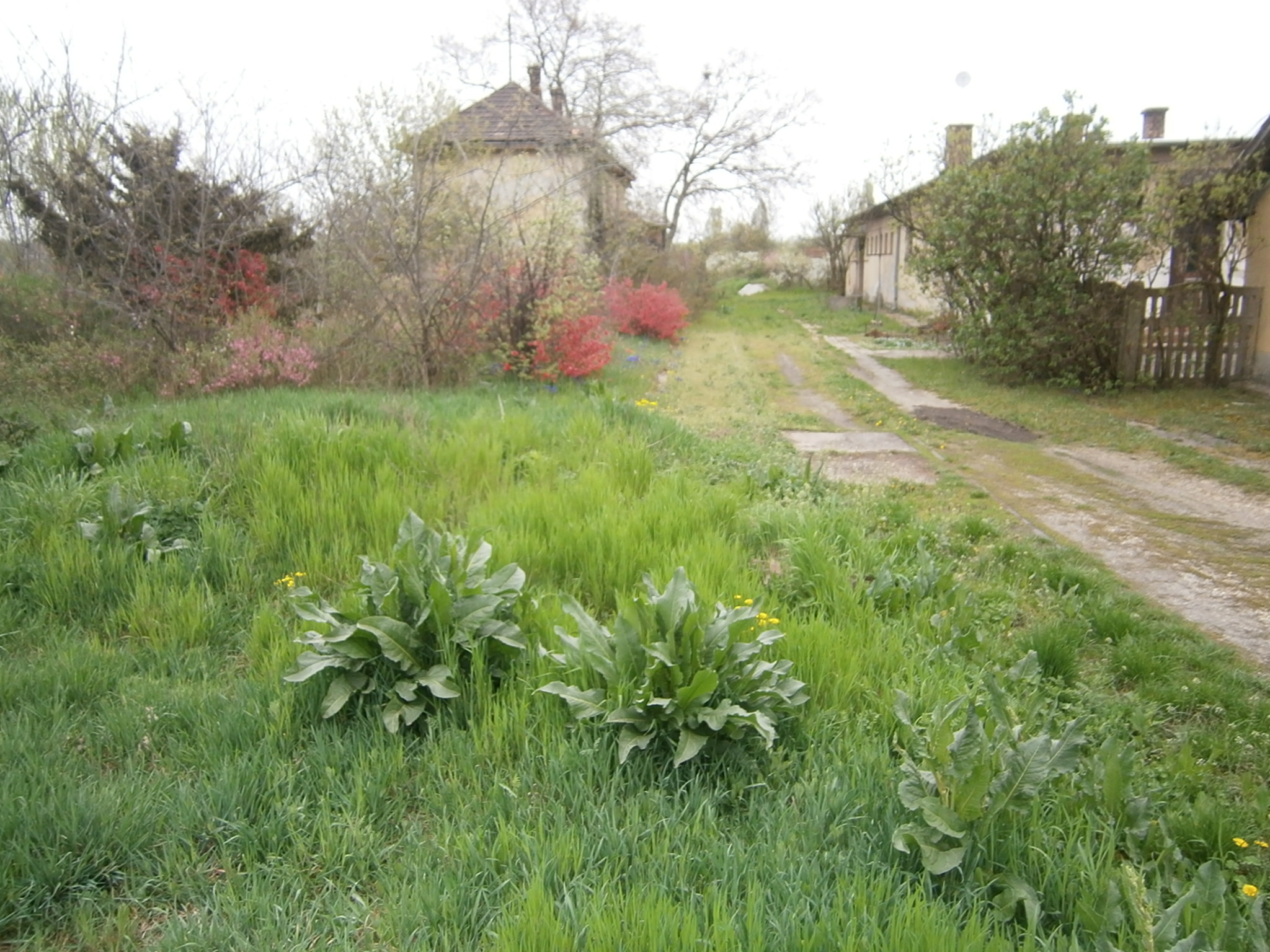
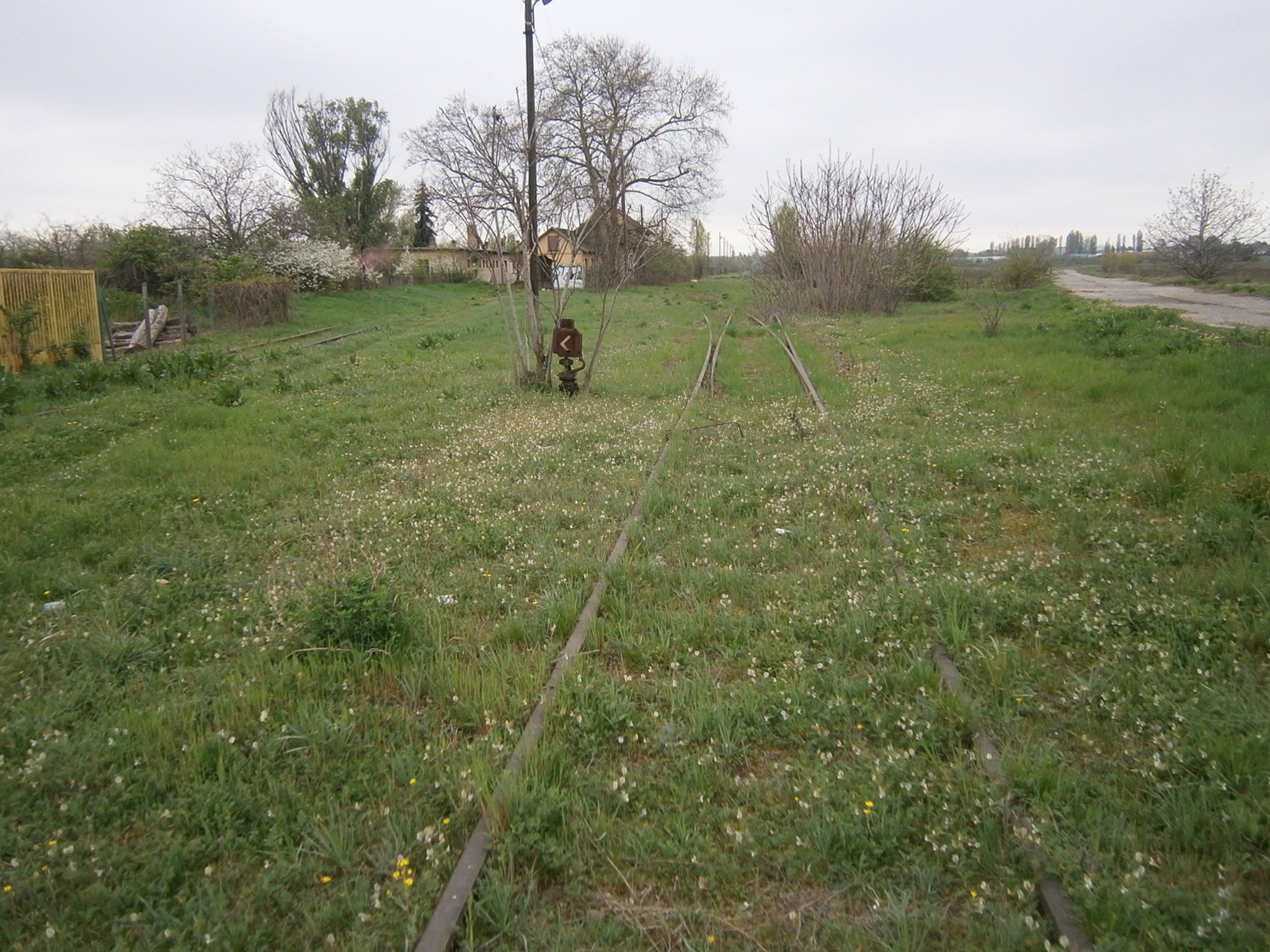
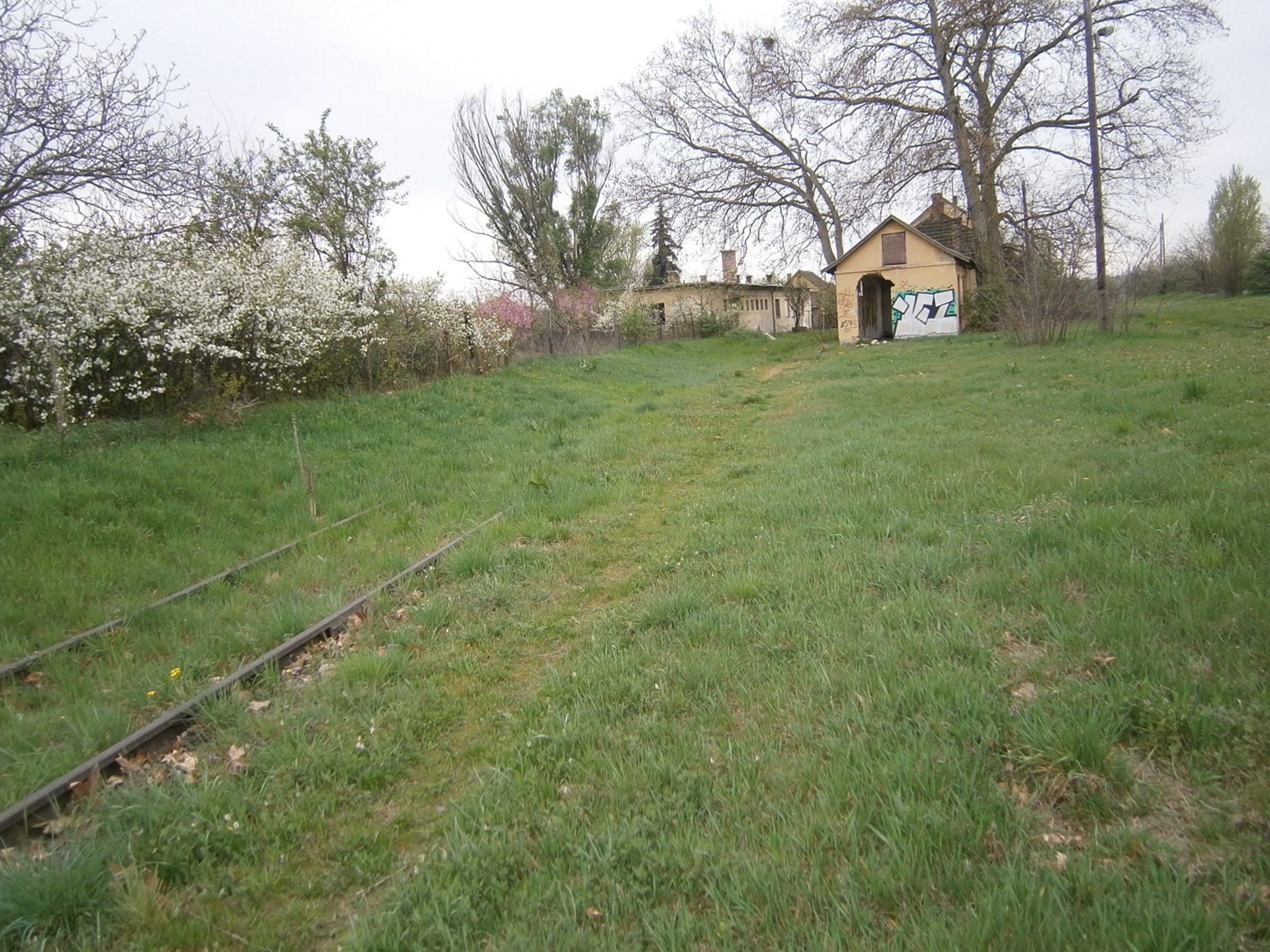

## További irodalom
- https://epiteszforum.hu/a-pestszentlorinci-kavicsbanya-tajepiteszeti-koncepcioja